# 南开大学宁园
南开大学宁园，又名陈省身故居，是南开大学为数学家陈省身到天津定居而在八里台校区校园中修建的别墅。2000年1月，陈省身正式定居于此，并获得中国永久居留权。